# برايان كلارك (لاعب كرة قدم أمريكية)
برايان كلارك (بالإنجليزية: Brian Clark)‏ هو لاعب كرة قدم أمريكية أمريكي، ولد في 26 ديسمبر 1983 في جاكسونفيل في الولايات المتحدة.